# Вікулов Сергій Юрійович
Сергій Юрійович Вікулов (24 червня 1957, Чита, Забайкальський край, СРСР) — радянський хокеїст, захисник.

## Спортивна кар'єра
Народився у Читі. 1967 року його родина переїхала до Новокузнецька з Братська. До хокейної секції займався музикою, грав на акордеоні. В юнацькій команді «Металурга» його тренером був Володимир Якович Чернов, у молодіжній — Віктор Олександрович Мосалов. До сезону 1975/1976 готувався у складі команди майстрів, але в чемпіонаті грав за інший колектив — «Суднобудівельник» з міста Совєтська Гавань Хабаровського краю. 1977 року його гра сподобалася Володимиру Єлизарову і той порекомендував молодого гравця тренерам московського ЦСКА Костянтину Локтєву і ризького «Динамо» Віктору Тихонову. Першим надійшло запрошення з Латвії і Сергій Вікулов зробив вибір на користь цього клубу. Влітку Віктора Тихонова призначили керманичем «армійців» і він мав намір взяти до Москви і Вікулова, але не вдалося отримати згоду від керівництва «Динамо». По три сезони виступав під керівництвом Евалда Грабовського і Володимира Юрзінова. При першому команда шукала успіху біля воріт суперника, що цілком влаштовувало атакувального захисника, а кредом другого була більш раціональна гра — від оборони. Вікулову навіть забороняли брати участь в наступальних комбінаціях. Це стало одним з основних чинників у пошуках нового клубу.
1984 року переїхав до Іжевська, де одним з лідерів був вихованець новокузнецького хокею Сергій Абрамов. Отримав номер «16», під яким виступав минулого сезону Вадим Сибірко (найбільше відомий по виступам за київський «Сокіл»). У першому сезоні його партнером був досвідчений Віктор Соколов, а в наступному — почав грати у першій парі разом з Сергієм Лубніним. Вікулов вважає «Іжсталь» найкращою командою в своїй кар'єрі. Багато його партнерів були досить висококваліфікованими хокеїстами, керівництво команди виконувало свої обіцянки. У сезоні 1986/1987 став найрезультативнішим захисником «сталеварів» — 49 очок (21+28).
7 березня 1987 року провів найрезультативнішу гру в своїй кар'єрі. «Іжсталь» перебувала на другому місці у перехідному турнірі команд вищої і першої ліг, а лідером з великим відривом було ярославське «Торпедо». Реальні шанси на другу позицію також мало усть-каменогорське «Торпедо», котре мало найкращу атакувальну ланку в турнірі Борис Александров — Андрій Соловйов — Ігор Кузнецов. Того дня грали проти Спортивного клубу імені Урицького, який міг посісти четверте місце і потрапити до еліти через додаткові матчі. Обом клубам потрібна була лише перемога. Перший тайм завершився внічию — 2:2. У середині другого господарі поступалися в три шайби (2:5) і в них нічого не виходило у нападі. Навіть перша ланка «Іжсталі» Сергій Абрамов — Олександр Орлов — Ігор Орлов виглядала беззубо. Дещо покращує становище гол Віталія Гросмана. У цій ситуації Абрамов змінює тактику і постійно грає на Вікулова. І вже до кінця другого періоду атакувальний захисник відзначається у воротах казанця Сергія Абрамова, але арбітр її не зараховує: після потужного кидка з середини майданчика шайба прорвала сітку воріт і відлетіла назад в поле. У третьому періоді п'ятірка Абрамова провела па полі половину часу, а Сергій Вікулов відзначився тричі за п'ять хвилин (рахунок став нічийним — 6:6). На останній хвилині влучний кидок Сергія Абрамова забезпечив господарям необхідні два очки. Того вечора вболівальники «Іжсталі» виносили Сергія Вікулова з Палацу спорту на руках.
Наступного сезону, під керівництвом нового тренера, «Іжсталь» повертається до вищої ліги, але команда вже відчувала брак кваліфікованих гравців (зокрема, перейшов до «Сокола» Сергій Лубнін). При 14-ти учасниках «сталевари» не змогли потрапити до першої десятки і вкотре продовжили сезон у перехідному турнірі. На першому етапі Вікулов знову найрезультативніший гравець захисту (5 закинутих шайб). 5 лютого 1988 року «Іжсталь» зазнала найбільшої поразки в чемпіонаті СРСР від усть-каменогорського «Торпедо» (3:15). Сергій Вікулов був одним з небагатьох іжевців, хто продовжував боротися до фінальної сирени, він закинув останню шайбу своєї команди. Після гри тренер Микола Соловйов звинуватив у поразці братів Орлових і лише Вікулов став на захист легендарних гравців клубу «сталеварів». Очільник команди запропонував йому піти з «Іжсталі».
Півтора року працював під керівництвом Геннадія Цигурова у челябінському «Тракторі». У сезоні 1988/1989 приз «Найрезультативнішому захисникові» вищої ліги отримав «спартаківець» Володимир Тюриков — 23 очка (10+13), але найбільшу кількість балів у турнірі набрав Вікулов — 27 (13+14). У трьох матчах відзначився дублями: ризькому «Динамо», київському «Соколу» і московському «Динамо» (Володимиру Мишкіну). По завершенні сезону вирішив повернутися до Риги, але Цигуров мав іншу думку. Сторони не знайшли порозуміння і Вікулов отримав від федерації річну дискаліфікацію. 
У сезоні 1990/1991 захищав кольори мінського «Динамо», куди його покликав колишній партнер по прибалтійському клубі Володимир Крикунов. Білоруський колектив був аутсайдером вищої ліги і весь час грав від оборони. Сергій Вікулов так і не зміг вписатися в тактичну схему мінчан, і через рік перейшов до німецького «Ратінгена», де була багато радянських хокеїстів: Андрій Карпін, Володимир Квапп, Віталій Гросман, Сергій Свєтлов, Ігор Кузнецов, Володимир Новосьолов, Олександр Вунш, Олександр Енгель, Андрій Фукс, Борис Фукс, Олександр Генце, Анатолій Антипов, Валерій Константинов і Герман Волгін. У першому сезоні «Ратінген» здобув путівку до бундесліги, а в наступних — боровся за виживання в еліті німецького хокею. Протягом трьох сезонів Сергій Вікулов ставав найрезультативнішим захисником команди. Разом з Олександром Енгелем і Віталієм Гросманом у 1994 році перейшов до клубу «Кассель Гаскіс». Найрезультативнішим захисником команди став канадець Грег Джонстон, а Сергій Вікулов показав другий результат — 28 балів у 51 грі. Наступні п'ять сезонів виступав за німецькі команди нижчих дивізіонів. Завершив виступи на льодових майданчиках у 43 роки, в елітних лігах Радянського Союзу і Німеччини провів 512 матчів (74+124).
Декілька років працював у Німеччині дитячим тренером. У сезоні 2002/2003 входив до тренерського штабу клубу «Металург» (Лієпая). До Латвії його заприсив менеджер клубу і колишній партнер по «Динамо» Михайло Васильонок. Того сезону «Металургс» став чемпіоном Латвії і п'ятим у Східноєвропейській лізі. До СЄХЛ входили клуби з Білорусі, Латвії, України і Росії, і приходилося долати чималі відстані. Таке життя набридло Вікулову під час ігрової кар'єри і по завершенні сезону повернувся до Німеччини. Мешкає в Дюссельдорфі, працює водієм рейсового автобуса.  
Ігрові номери
- «Динамо» (Рига) — № 6;
- «Іжсталь» — № 16;
- «Трактор» — № 23;
- «Динамо» (Мінськ) — № 33;
- клуби Німеччини — № 29.

## Статистика
| Сезон               | Клуб                                  | Ліга                | І   | Г   | П   | О   | ШХ  |
| ------------------- | ------------------------------------- | ------------------- | --- | --- | --- | --- | --- |
| 1975-76             | «Суднобудівельник» (Совєтська Гавань) | Д-4                 |     | 6   |     |     |     |
| 1976-77             | «Суднобудівельник» (Совєтська Гавань) | Д-4                 | 20  | 6   | 1   | 7   | 56  |
| 1977-78             | «Динамо» (Рига)                       | Д-1                 | 26  | 1   | 0   | 1   | 26  |
| 1978-79             | «Динамо» (Рига)                       | Д-1                 | 15  | 4   | 1   | 5   | 30  |
| 1978-79             | «Латвіяс Берзс» (Рига)                | Д-2                 | 18  | 4   | 3   | 7   | 20  |
| 1979-80             | «Динамо» (Рига)                       | Д-1                 | 39  | 8   | 6   | 14  | 36  |
| 1980-81             | «Динамо» (Рига)                       | Д-1                 | 42  | 3   | 4   | 7   | 35  |
| 1981-82             | «Динамо» (Рига)                       | Д-1                 | 32  | 2   | 6   | 8   | 12  |
| 1982-83             | «Динамо» (Рига)                       | Д-1                 | 51  | 4   | 4   | 8   | 32  |
| 1983-84             | «Кристал» (Саратов)                   | Д-2                 | 33  | 4   | -   | -   | -   |
| 1984-85             | «Іжсталь» (Устинов)                   | Д-1                 | 32  | 4   | 5   | 9   | 34  |
| 1984-85             | «Іжсталь» (Устинов)                   | Д-2                 | 16  | 5   | 1   | 6   | -   |
| 1985-86             | «Іжсталь» (Устинов)                   | Д-1                 | 12  | 1   | 4   | 5   | 15  |
| 1985-86             | «Іжсталь» (Устинов)                   | Д-1/2               | 28  | 4   | 2   | 6   | 24  |
| 1986-87             | «Іжсталь» (Устинов)                   | Д-1/2               | 64  | 21  | 28  | 49  | 81  |
| 1987-88             | «Іжсталь» (Іжевськ)                   | Д-1                 | 26  | 5   | 2   | 7   | 32  |
| 1987-88             | «Іжсталь» (Іжевськ)                   | Д-1/2               | 8   | 1   | 4   | 5   | 4   |
| 1987-88             | «Трактор» (Челябінськ)                | Д-1                 | 14  | 1   | 1   | 2   | 22  |
| 1988-89             | «Трактор» (Челябінськ)                | Д-1                 | 44  | 13  | 14  | 27  | 30  |
| 1990-91             | «Динамо» (Мінськ)                     | Д-1                 | 27  | 2   | 4   | 6   | 32  |
| 1990-91             | «Динамо» (Мінськ)                     | Д-2                 | 24  | 3   | 2   | 5   | 24  |
| Всього у вищій лізі | Всього у вищій лізі                   | Всього у вищій лізі | 360 | 48  | 51  | 99  | 336 |
| Всього в СРСР       | Всього в СРСР                         | Всього в СРСР       | 571 | 102 | 92  | 194 | 545 |
| 1991-92             | «Ратінген»                            | Д-2                 | 37  | 19  | 47  | 66  | 58  |
| 1992-93             | «Ратінген»                            | Д-1                 | 45  | 12  | 19  | 31  | 60  |
| 1993-94             | «Ратінген»                            | Д-1                 | 56  | 10  | 31  | 41  | 94  |
| 1994-95             | «Кассель Гаскіс»                      | Д-1                 | 51  | 4   | 23  | 27  | 81  |
| 1995-96             | «Кріммічау»                           | Д-2                 | 42  | 15  | 46  | 61  | 58  |
| 1996-97             | «Кріммічау»                           | Д-2                 | 53  | 12  | 37  | 49  | 84  |
| 1997-98             | «Кріммічау»                           | Д-2                 | 43  | 3   | 9   | 12  | 67  |
| 1998-99             | «Гельзенкірхенер»                     | Д-2                 | 20  | 3   | 8   | 11  | 16  |
| 1999-00             | «Ландсберг»                           | Д-4                 | 18  | 5   | 9   | 14  | 38  |
| Всього в бундеслізі | Всього в бундеслізі                   | Всього в бундеслізі | 152 | 26  | 73  | 99  | 235 |
| Всього в Німеччини  | Всього в Німеччини                    | Всього в Німеччини  | 365 | 83  | 229 | 312 | 556 |